# Braigh Coire Chruinn-bhalgain
Braigh Coire Chruinn-bhalgain är ett berg i Storbritannien.   Det ligger i kommunen Perth and Kinross och riksdelen Skottland, i den norra delen av landet, 600 km norr om huvudstaden London. Toppen på Braigh Coire Chruinn-bhalgain är 1 070 meter över havet, eller 285 meter över den omgivande terrängen. Bredden vid basen är 3,4 km.
Terrängen runt Braigh Coire Chruinn-bhalgain är huvudsakligen kuperad.Runt Braigh Coire Chruinn-bhalgain är det ganska glesbefolkat, med 38 invånare per kvadratkilometer. Närmaste större samhälle är Pitlochry, 14,0 km söder om Braigh Coire Chruinn-bhalgain. I omgivningarna runt Braigh Coire Chruinn-bhalgain växer i huvudsak blandskog.